# Bloudkovo priznanje
Bloudkova plaketa je najvišje državno priznanje Republike Slovenije za dosežke na področju športa, ki ga od leta 1965 podeljuje Odbor za podeljevanje Bloudkovih priznanj. Imenovana so po velikem športnem delavcu in funkcionarju Stanku Bloudku. Podeljujejo se bolj cenjene Bloudkove nagrade za najvišje dosežke in Bloudkove plakete za ostale vidne dosežke. Med dobitniki lahko so športniki, športni trenerji, delavci in funkcionarji ter tudi športna društva, klubi in združenja. 

## Nagrajenci
- seznam prejemnikov Bloudkove nagrade
- seznam prejemnikov Bloudkove plakete